# Krasnystaw
Pour les articles homonymes, voir Krasnystaw.
Krasnystaw (prononciation : [krasˈnɨstaf]) est une ville polonaise, située dans le sud-est de la Pologne, dans la voïvodie de Lublin, au confluent des deux rivières Wieprz et Żółkiewka.
Sa population s'élevait à 19 501 habitants en 2013 répartie sur une superficie de 23,07 kilomètres2.
La ville de Krasnystaw constitue une commune urbaine (gmina miejska), et le siège administratif (chef-lieu) de la commune rurale de Gmina de Krasnystaw (sans faire partie de son territoire) et du Powiat de Krasnystaw.

## Histoire
Krasnystaw a obtenu le statut de ville le 1er mars 1394 par le droit urbain de Magdebourg accordé par le roi polonais Ladislas II Jagellon (pl. Władysław Jagiełło).
De 1975 à 1998, la ville est attachée administrativement à l'ancienne voïvodie de Chełm.

Depuis 1999, elle fait partie de la nouvelle voïvodie de Lublin.

## Démographie
Données du 31 décembre 2006:
| Description        | Total  | Total | Femmes | Femmes | Hommes | Hommes |
| ------------------ | ------ | ----- | ------ | ------ | ------ | ------ |
| Unité              | Nombre | %     | Nombre | %      | Nombre | %      |
| Population         | 19 361 | 100   | 10 176 | 52,5   | 9 185  | 47,5   |
| Densité (hab./km²) | 460,2  | 460,2 | 241,8  | 241,8  | 218,3  | 218,3  |

## Festival de la bière "Chmielaki[3]"
Chmielaki Krasnostawskie  créé en 1971 est une fête traditionnelle de la bière (officiellement "Fête des Plantateurs du Houblon et des Brasseurs"). Elle a lieu annuellement à Krasnystaw, juste après la fin des récoltes du houblon (fin août-début septembre).
Appelé parfois un "Oktoberfest polonais", Chmielaki est le festival de la bière le plus grand et le plus ancien en Pologne.
Chaque année les rues du centre-ville de Krasnystaw se transforment pour un weekend de trois jours (vendredi-dimanche) en véritable lieu de fête des amateurs de la bière avec des dizaines de stands de brasseurs, de nombreux concerts et attractions foraines.
Lors de la dernière édition du festival qui a eu lieu du 18 au 20 août 2017, plus de 50 marques de bières polonaises et internationales étaient représentées.

## Monuments historiques
Parmi plusieurs sites historiques dont la ville de Krasnystaw peut se vanter on compte :
- église St-François-Xavier, construite dans les années 1695-1717 dans le style de baroque, faisant autrefois office de lieu de culte pour les jésuites
- ancien collège des jésuites, datant de 1720, actuellement le siège du Musée Régional, Bibliothèque Publique et Centre Culturel des Jeunes
- Palais des Evêques de Chełm, du XVIIe siècle, aujourd'hui le couvent des Sœurs Catholiques
- Ancien séminaire (1719-1739)
- Bâtiments de l'ancien Monastère des Augustins (XIVe  et  XVIIe siècles) avec Église de la Sainte Trinité (XIXe siècle)
- Synagogue (XIXe siècle)
- Cimetière juif
- Hôtel de Ville (début XXe siècle)
- Bâtiment de l'ancienne poste aux chevaux, où habita Frédéric Chopin le 13 juillet 1830 lors de son voyage de Varsovie à Poturzyn

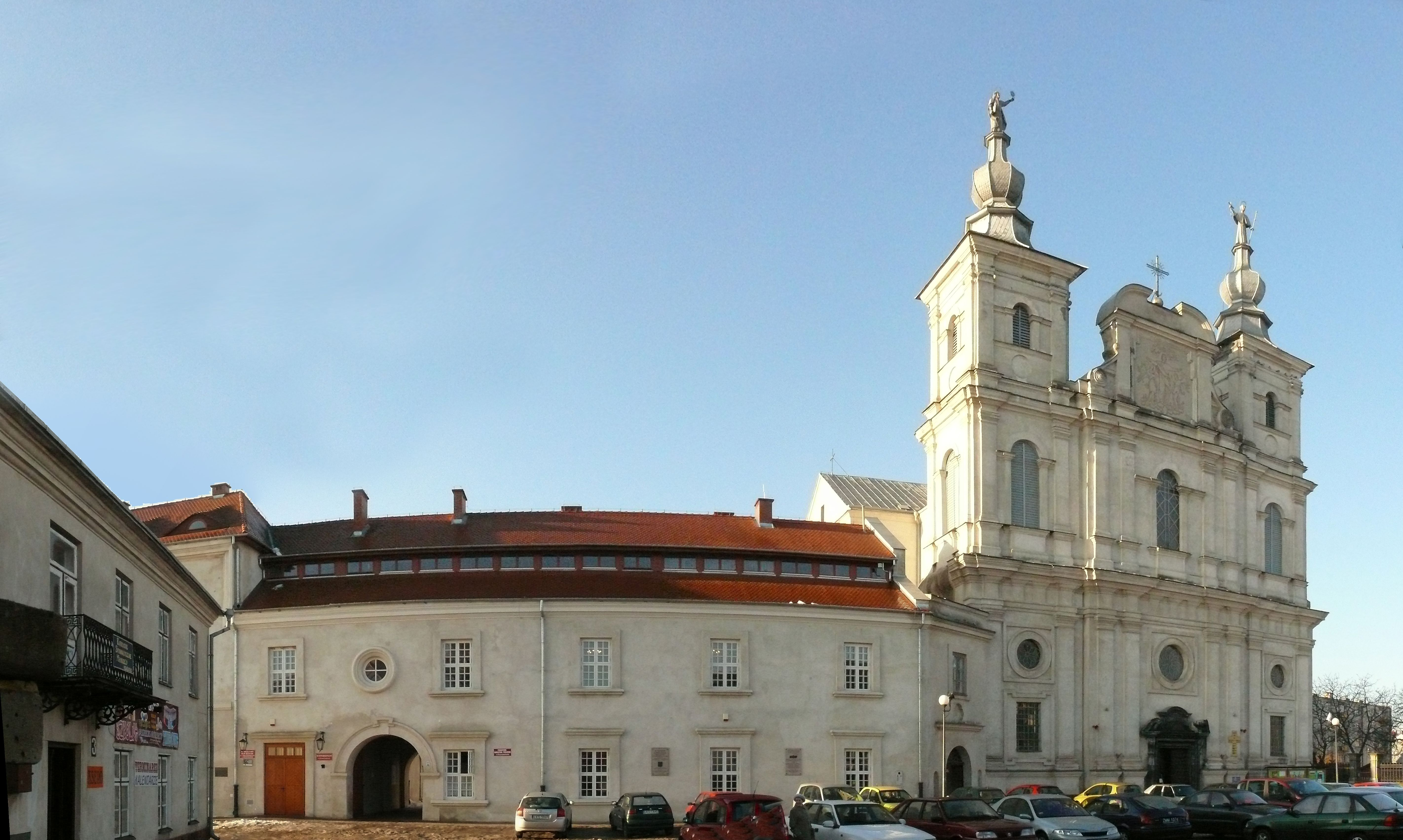
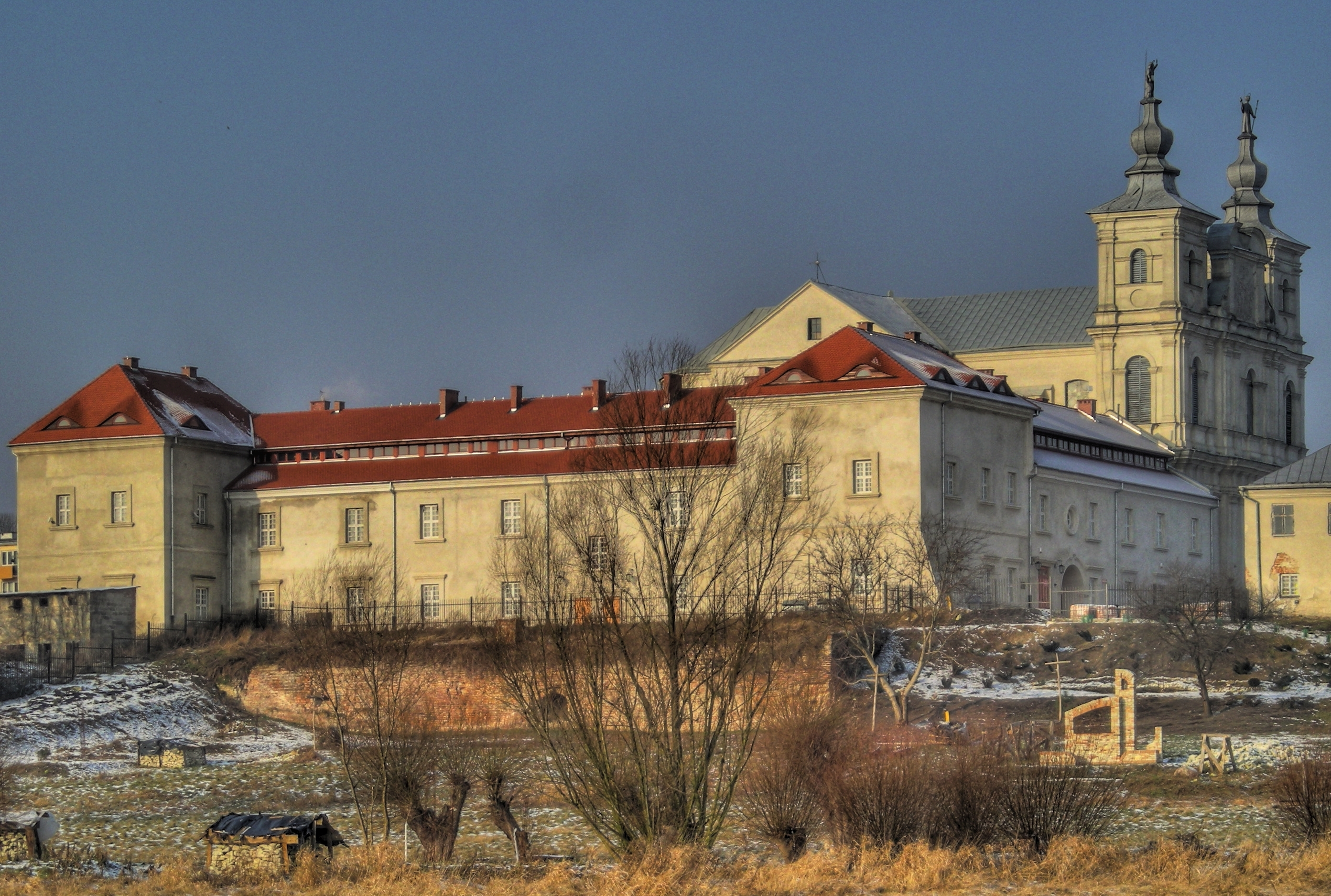
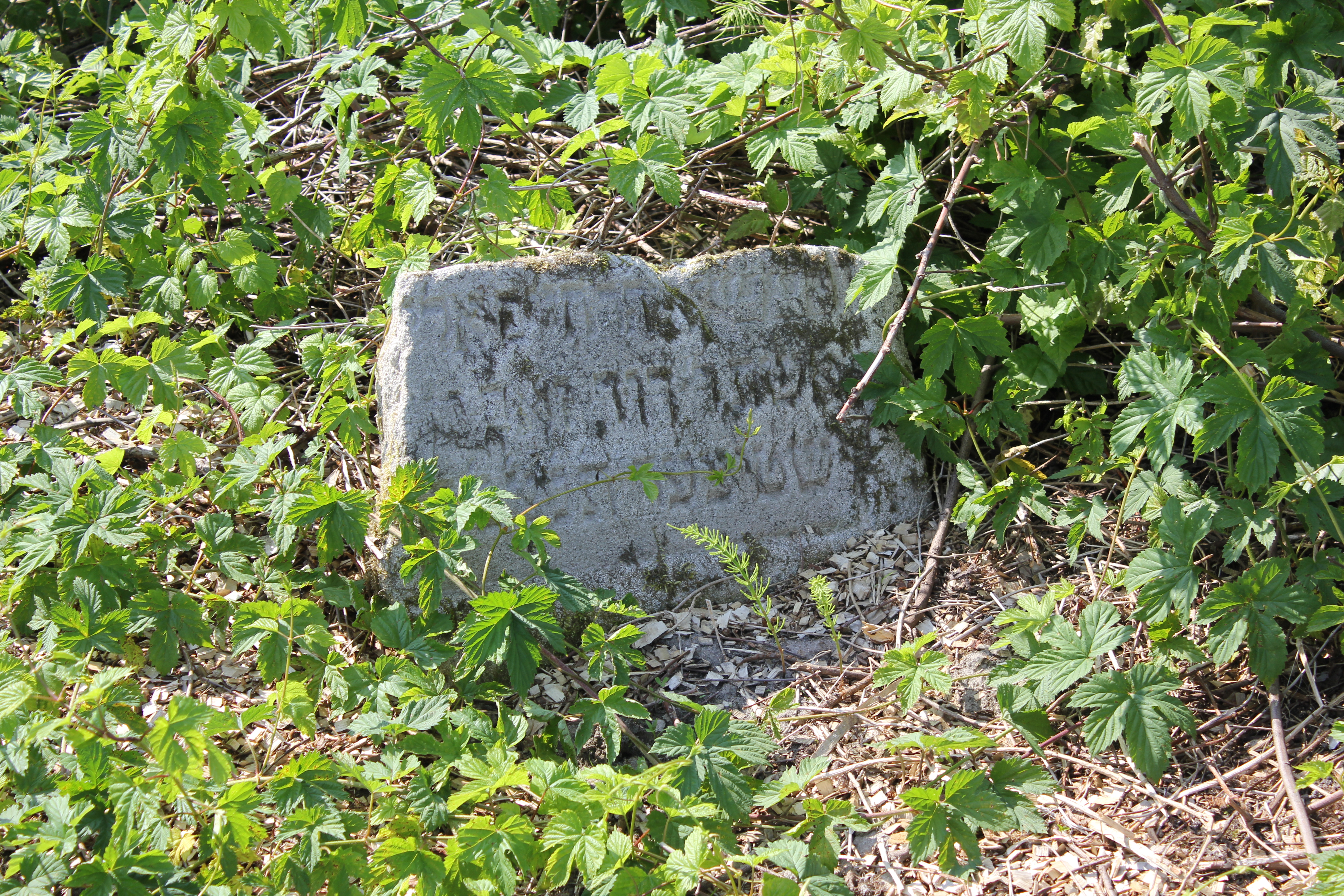
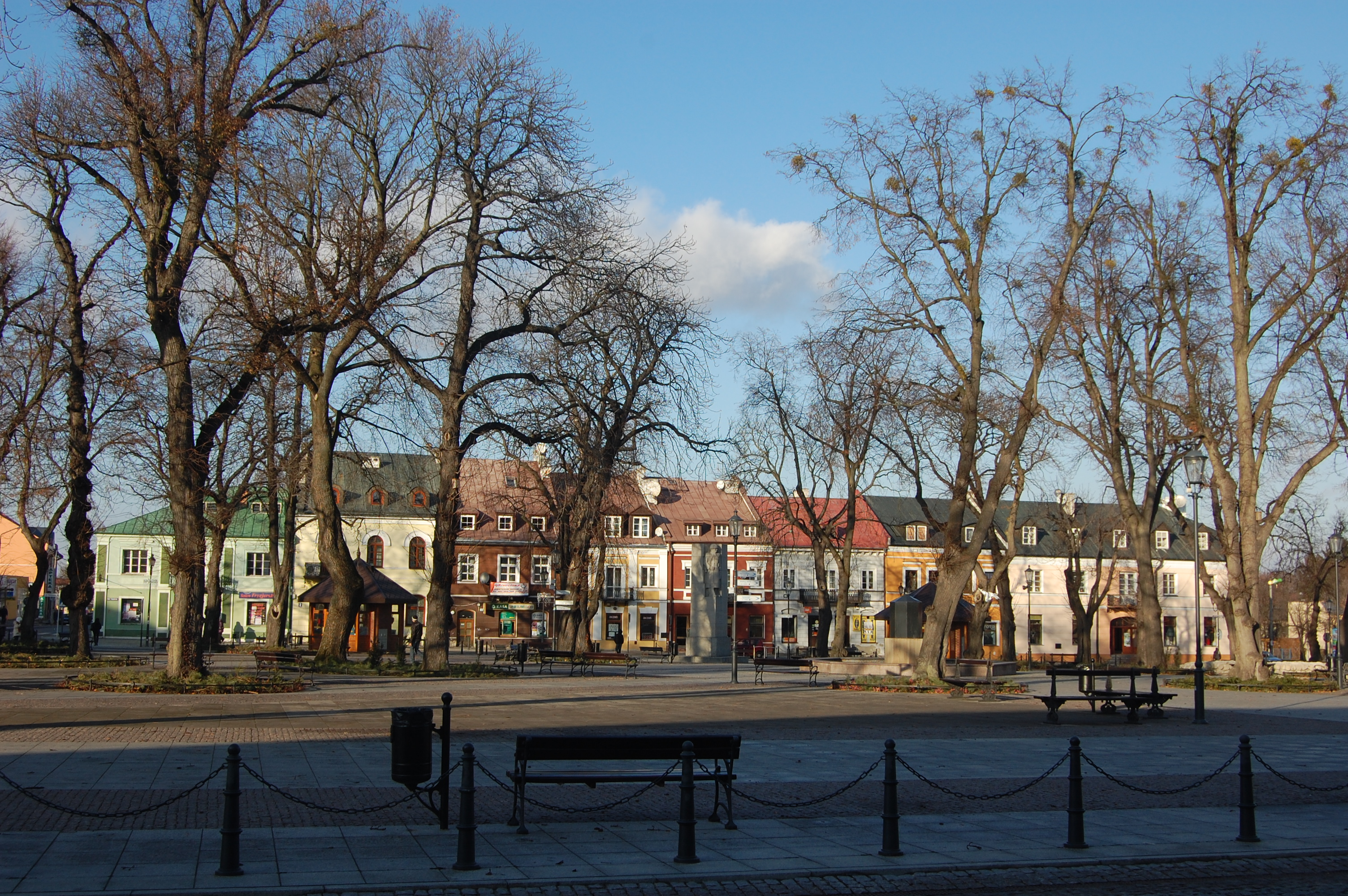
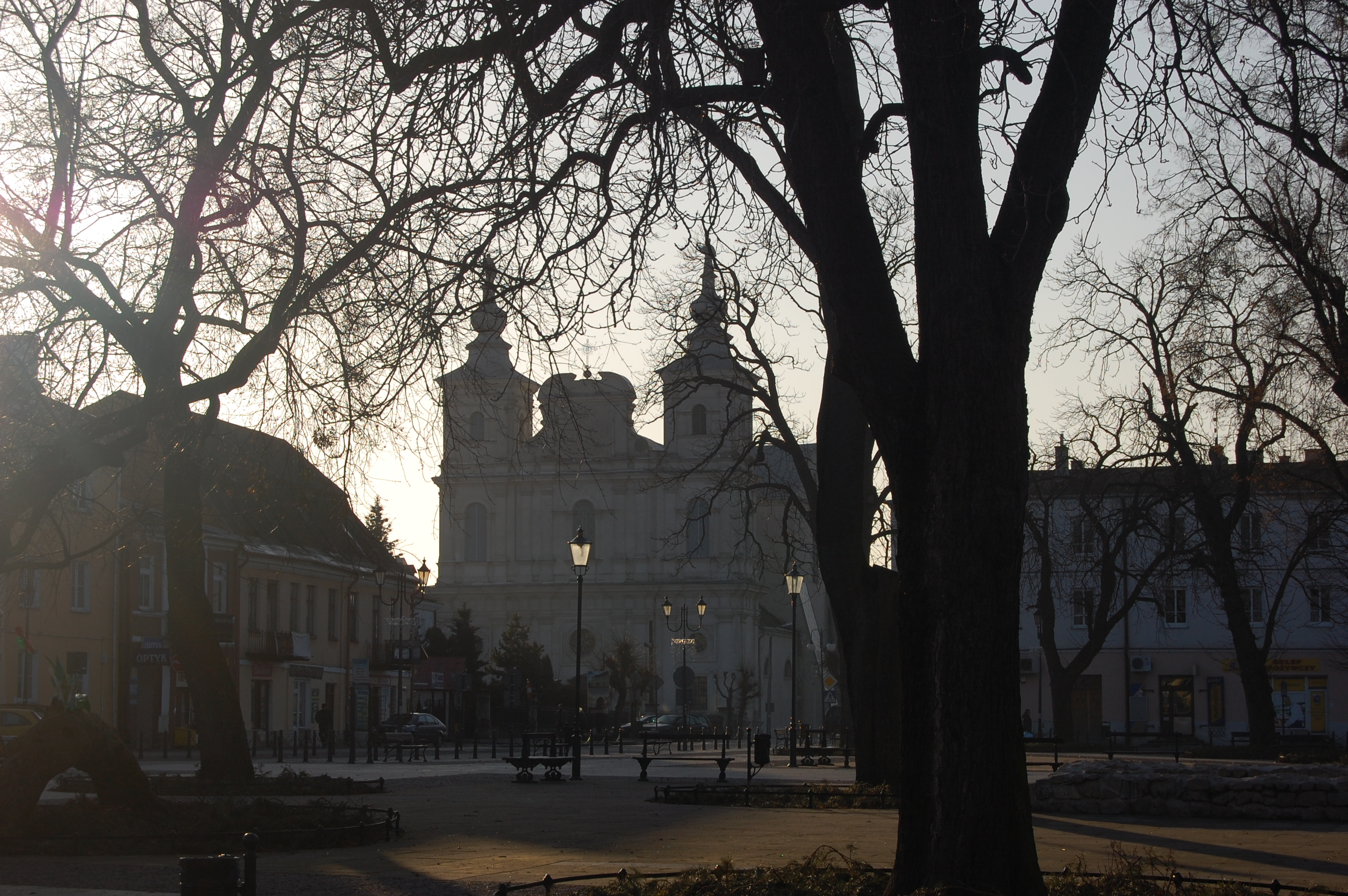
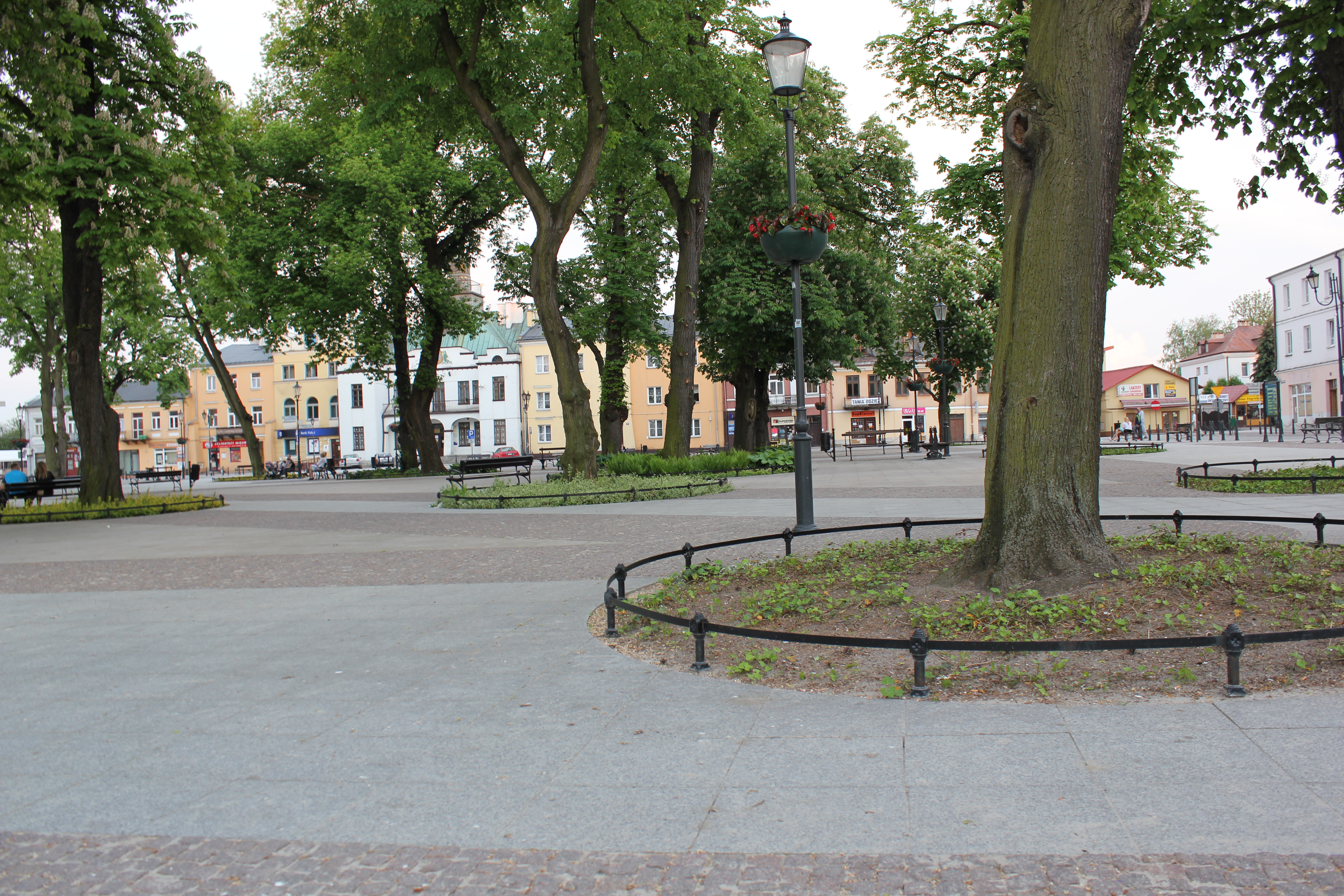
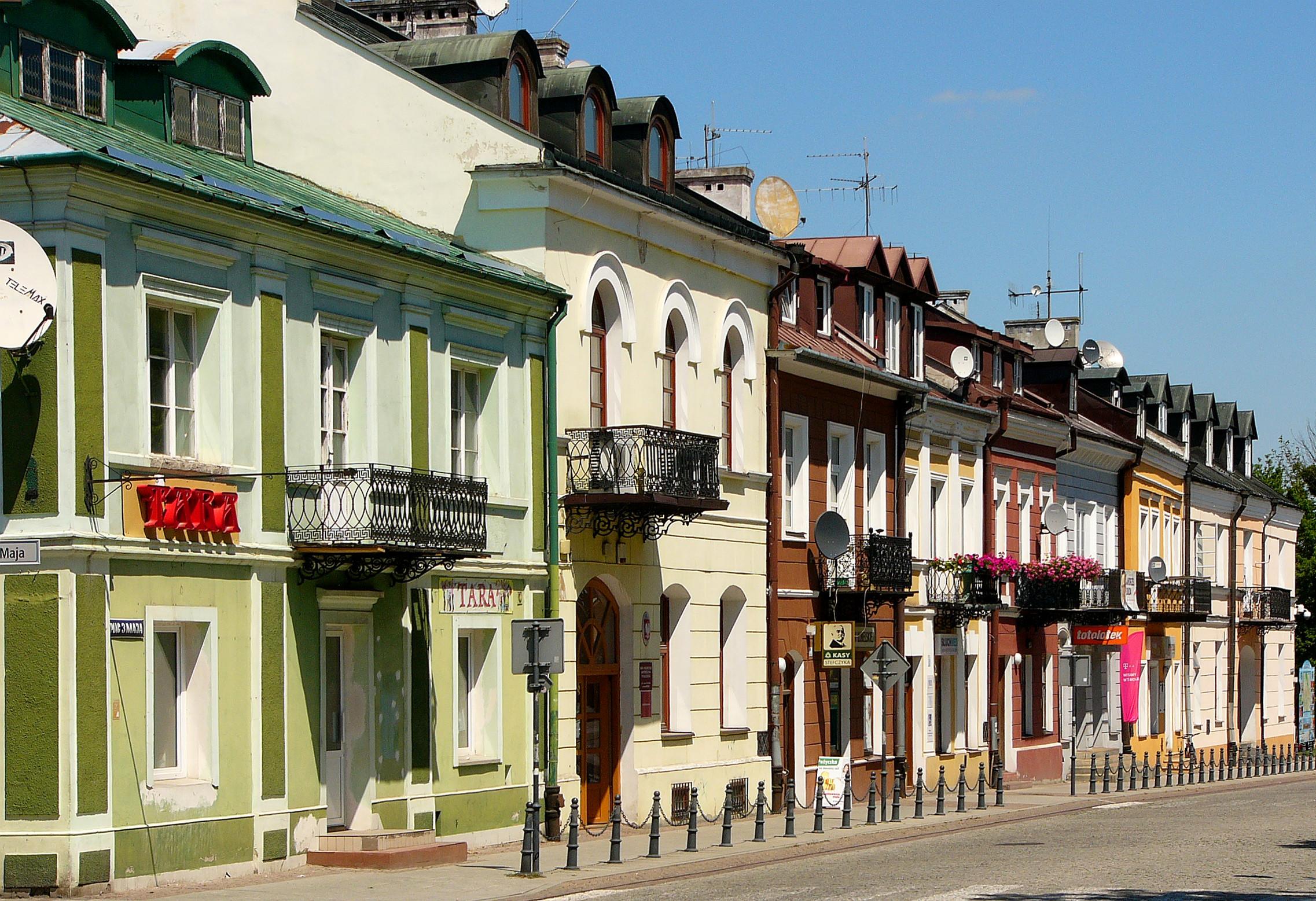

Quelques vues de Krasnystaw

## Citoyens d'honneur
- 1994 – Ryszard Rabiega, Wacław Sennik[4];
- 1995 – Wiltrud Wessel[5];
- 1997 – ks. Piotr Kimak[6];
- 2004 – ks. Ryszard Winiarski[7];
- 2014 – Jarosław Drzewiecki

## Personnalités liées à la ville
- David Miezal - artiste, photographe
- Magdalena Wojcik - chanteuse du groupe Goya
- James Badach - chanteur
- Maria Mammon - comédienne de théâtre et cinéma
- Witold Pyrkosz - acteur de théâtre et cinéma
- Stefan Regmunt - évêque polonais
- Krzysztof Zuk - économiste polonais, le gouvernement local, le maire de Lublin, ancien adjoint du Trésor.
- Stanisław Parzymies - chercheur polonais des relations internationales
- Izabela Piętka - avocat d'entreprise polonais et organisateur d'événements sociaux et culturels
- Anna Kamienska - poète, écrivain, traducteur, critique littéraire polonais et auteur de nombreux livres pour enfants
- Anna Demchuk - actrice de théâtre et cinéma polonaise
- Ligia Brenica - actrice de théâtre et cinéma polonaise
- Renata Mazur - réalisateur et scénariste polonais
- Henryk Bąk - acteur cinéma et théâtre polonais
- Wojciech Krasnystaw - écrivain du XIVe siècle.
- Paul Krasnystaw - cofondateur et cosignataire du Statut de la guilde de tailleur en 1491
- Martin de Krasnystaw - portraitiste, en 1513 la ville a adopté une loi à Cracovie, donnant grand bouclier initial: Martinus de Krasnystaf pictor
- Albert de Krasnystaw - écrivain, publié en 1582
- Martin Kopaczowicz - art compagnon de la peinture ou du verre en 1595 à Cracovie. Martinus de Krasnystaf pictor
- Paul Muchowski - brigadier-général dans le soulèvement Novembre, a combattu dans l'Insurrection de Kosciuszko et les guerres napoléoniennes
- Anthony Oleszczyński - dessinateur et graveur
- Stanislaw Pilat - Docteur en philosophie, éducateur, écrivain, dramaturge, activiste culturel à Lviv, un insurgé Novembre
- Francis Napoléon Bossakiewicz - militant de la société démocratique polonais en exil après l'Insurrection de Novembre
- Seweryn Zenon Sierpinski - romancier, avocat, historien et peintre, l'un des fondateurs de La Bohème de Varsovie
- Wladyslaw Luc Stelmasiewicz - pianiste, compositeur, chef d'orchestre, critique musical et pédagogue
- Edward Pohlens - forestier, professeur à l'Institut de l'Agriculture et des Forêts dans Marymont, forêt de commissaire du gouvernement dans le royaume de Pologne
- Michał Trzebiecki - pharmacien, chimiste, professeur adjoint à l'Académie de médecine-chirurgie à Varsovie, le directeur d'une usine chimique Letzera et Werner à Varsovie
- Witold Giełżyński - journaliste, chroniqueur, rédacteur en chef, théoricien du journalisme, franc-maçon.
- Antoni Korcik - Fr. prof. Assoc., KUL, philosophe, logicien.
- Wincenty Kociuba - un politicien de la Seconde République, les politiques PSL libération et BBWR, activistes de l'administration locale, travailleur social et membre du conseil d'administration de la banque, membre du Parlement 1930-1938.
- Feliks Kotowski - botaniste, un jardinier; Professeur à la Faculté de l'Université agricole de l'horticulture, considéré comme un légume pionnier
- Alexander Kowalewski -. Gène Brig, chef du Bureau du Conseil militaire et du Bureau de l'Armement
- Zygmunt Pisarski - prêtre, martyr, bienheureux
- Wit Klonowiecki - prof. PhD., Un avocat à l'Université catholique de Lublin et Maria Curie Sklodowska-
- Paweł Czuba - enseignant, co-auteur, soldat Bataillons Paysans
- Stanislaw Patyk - prof. Assoc. Le ministère de Diplômé de l'Université de Wroclaw animaux Lycée Jagiello
- Maria Danuta Baranska-Gachowska - prof. Assoc. n., MD., Université médicale de Silésie à Katowice, le fondateur du Département de dentisterie pédiatrique
- François Tomczak - économiste agricole, professeur. comp. Assoc. adhésions. comp. Académie des sciences, prof. School of Economics, Institut d'économie agricole et de l'alimentation
- Bogumil Drozdowski - journaliste, critique de cinéma et journaliste, expert sur le cinéma court.
- Alexander Bereza - doc. Doctorat à l'Institut de philologie polonaise à l'Université de Wroclaw
- Janusz Mika - prof. Assoc. le Centre national de recherche pour les études nucléaires et l'Université technique de Lodz
- Stefan Pleśniarowicz - photojournaliste et photographe, cinéaste
- Teresa Antonietta Frącek - Dr., sœur de la Congrégation des Sœurs Franciscaines de la Famille de Marie, le processus de canonisation postulatorka Zygmunt Szczesny Felinski
- Eugene Bodio - prof. Assoc. Institut de Génie Thermique et Mécanique des Fluides de l'Université technique de Wroclaw, un spécialiste de la réfrigération et de la cryogénie
- Andrzej Paczkowski - prof. Assoc. à l'Institut d'études politiques, le président de l'Institut de la mémoire nationale, historien, journaliste, alpiniste
- Henry Cimek prof. Assoc. Université de Rzeszow, historien, politologue
- Joseph Kulish - jésuite prof. Assoc. théologien, Université Cardinal Stefan Wyszynski de Varsovie
- Michael Leszczynski - citoyen d'honneur de Glogau
- Janusz Laskowski - prof. Assoc. Université agricole de Lublin, Chef du Département de l'opération machine dans l'industrie alimentaire
- Andrew Livres - prof. PhD., Le Dr H. C. mult., chef du Département de néphrologie, le recteur de l'Université de médecine de Lublin
- Jan Kazimierz Adamiak - prof. comp. Assoc. Eng. Université de Warmie et Mazurie à Olsztyn, sciences agricoles; agronomie, herbologia
- Coude John - prof. Assoc. Eng. Chef du Département de l'électrique entraîne l'Université de Technologie de Lublin, la spécialisation: dur et lecteur de l'automatisation des systèmes, photovoltaïque
- Stefan Regmunt - Fr. Bishop, docteur en psychologie, Diocèse de Zielona Gora-Gorzow
- Zbigniew Bojar - prof. Assoc. Eng. Université militaire de technologie de Varsovie, Chef du Département des Systèmes et Matériaux Avancés
- Bogdan Szostak - Dr. prof. Université agricole de Lublin, de l'élevage à l'Institut des sciences agricoles à Zamosc
- Teresa Zofia Doroszewska - prof. Assoc. à l'Institut de la culture et la science du sol et de la culture des plantes, Chef du Département de l'amélioration des plantes et la biotechnologie
- Janusz Jusiak - prof. Assoc. dans le département de l'ontologie et de la théorie de la connaissance la Faculté de philosophie et de sociologie à l'Université de Maria Sklodowska Curie-
- Wieslaw Siwczak - président du conseil de l'Institut Européen d'Écologie, un membre du conseil de surveillance Radio Katowice
- Lech Zdybel -. PhD, Chef du Département d'anthropologie culturelle à l'Université de Maria Sklodowska-Curie à Lublin
- Richard HAC -. Gène Brig. pil, commandant de l'École de recteur Deblinska Eaglets, __gVirt_NP_NN_NNPS<__ chef de l'Armée de l'Air -. chef adjoint de la formation de la Force aérienne
- Ryszard Hać - général de brigade, commandant de l'École de recteur Deblinska Eaglets, chef de l'Armée de l'Air - chef adjoint de la formation de la Force aérienne
- Tadeusz Bąk - humaniste, sociologue, PhD. prof. Associé. vice-recteur de l'École Nationale Supérieure de Technologie et d'Économie. Fr .. Bronislaw Markiewicz à Yaroslavl
- Arkadiusz Orłowski - prof. Assoc. ing., chef du Département d'informatique, Université de Sciences de la vie et de l'Institut de physique, physicien
- Robert Kostecki - lutteur, olympien, huit fois champion polonais poids moyen en 1990-1996, et 1998 finaliste de la Coupe du Monde et du Championnat d'Europe
- Krzysztof Cichosz - multiple médaillé polonais en taekwondo
- Mieczysław Kawka - commandant du 19e régiment d'infanterie "Relief Lviv"
- Stanisław Bojarczuk – poète populaire
- Józef Rawski-kpt .Kadra Kompanji Szkolnej
- Marian Sawa - compositeur, organiste, improvisateur, musicologue, professeur

## Relations internationales

### Jumelages
- Oostflakkee (Pays-Bas) depuis 1993
- Poperinge (Belgique) depuis 1995
- Žatec (Tchéquie) depuis 1996
- Alvesta (Suède) depuis 1996
- Turiisk (Ukraine) depuis 2003
- Horokhiv (Ukraine) depuis 2004
- Püspökladány (Hongrie)

## Structure du terrain
D'après les données de 2007, la superficie de la commune de Krasnystaw est de 42,13 kilomètres2, répartis comme telle :
- terres arables: 2050 hectares
- vergers: 100 hectares
- prairie: 433 hectares
- pâturages: 25 hectares
- forêts: 401 hectares